# Zambia en los Juegos Olímpicos de Los Ángeles 1984
Zambia estuvo representada en los Juegos Olímpicos de Los Ángeles 1984 por un total de 16 deportistas masculinos que compitieron en 3 deportes.
El portador de la bandera en la ceremonia de apertura fue el atleta Davison Lishebo.

## Medallistas
El equipo olímpico zambiano obtuvo las siguientes medallas:
| Nombre      | Deporte | Competición |
| ----------- | ------- | ----------- |
| Oro         |         |             |
| —           |         |             |
| Plata       |         |             |
| —           |         |             |
| Bronce      |         |             |
| Keith Mwila | Boxeo   | 48 kg M     |